# Thomas Sinsel

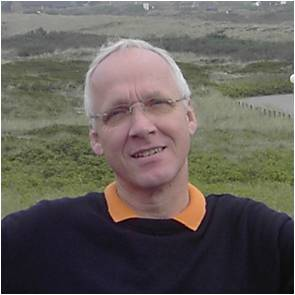
Thomas Sinsel

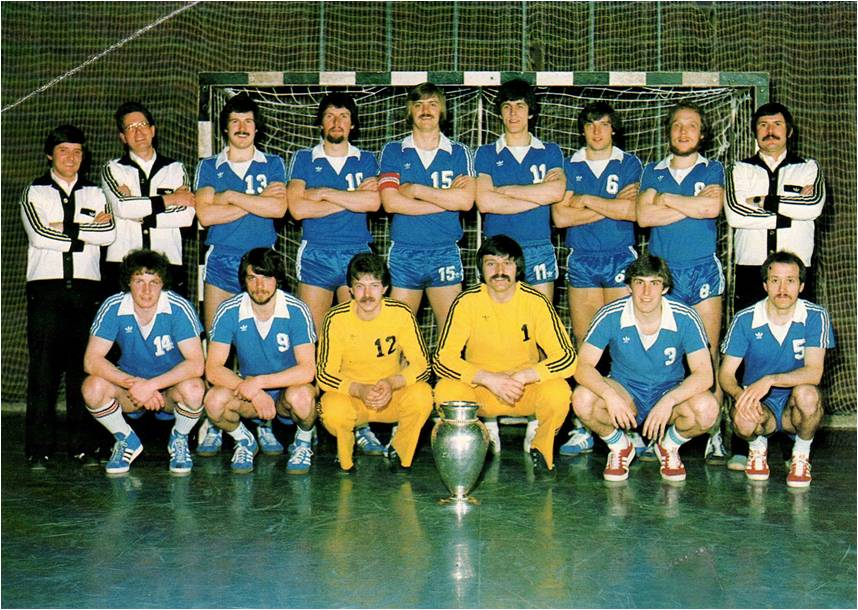
Deutscher Hallenhandballmeister 1978, Sinsel, stehend, 2. von rechts

Thomas Sinsel (* 18. Mai 1954 in Mainz) ist ein ehemaliger Spieler der deutschen Handballnationalmannschaft.

## Karriere
Sinsel begann im Alter von acht Jahren, beim Mainzer Turnverein von 1817 Handball zu spielen. 1973 wechselte er zum unterfränkischen TV Großwallstadt und wurde dort gleich im Frühsommer Deutscher Feldhandballmeister. Im selben Jahr absolvierte er am Bischöflichen Willigis-Gymnasium in Mainz das Abitur.
Es folgten viele weitere Titelgewinne mit Weggefährten wie Kurt Klühspies und Manfred Hofmann, unter anderem die viermalige Deutsche Meisterschaft in der Bundesliga. 1983 beendete Sinsel seine aktive Laufbahn beim TV Großwallstadt nach einem Riss des Außenbandes im Sprunggelenk.
In der Saison 1990/91 kehrte er dann als Trainer zum TV Großwallstadt zurück und war bis 1997 deren Sportlicher Leiter.
Thomas Sinsel ist studierter Sport- und Biologielehrer und begann 1987 seine Arbeit beim DOSB (ehemals DSB), dort ist er mittlerweile der stellvertretende Direktor des Leistungssports. Seit 1982 ist er mit Sigrid Sinsel verheiratet und hat zwei Kinder.

## Sportliche Erfolge
- Europapokalsieger der Landesmeister 1979 und 1980
- 4-mal Deutscher Meister 1978–1981
- 1-mal Deutscher Feldhandballmeister 1973
- 6 Länderspiele, dabei 10 Tore erzielt[2]

Des Weiteren wurde Thomas Sinsel 1979 mit dem TV Großwallstadt zur Mannschaft des Jahres gewählt und erhielt 1980 das Silberne Lorbeerblatt.